# Choeroichthys
Choeroichthys is een geslacht van straalvinnige vissen uit de familie van zeenaalden en zeepaardjes (Syngnathidae). Het geslacht is voor het eerst wetenschappelijk beschreven in 1856 door Johann Jakob Kaup.

## Soorten
- Choeroichthys brachysoma (Bleeker, 1855)
- Choeroichthys cinctus Dawson, 1976
- Choeroichthys latispinosus Dawson, 1978
- Choeroichthys sculptus (Günther, 1870)
- Choeroichthys smithi Dawson, 1976
- Choeroichthys suillus Whitley, 1951